# Spielgemeinschaft Volleyball Gellersen Lüneburg 2016-2017
Questa voce raccoglie le informazioni riguardanti lo Spielgemeinschaft Volleyball Gellersen Lüneburg nelle competizioni ufficiali della stagione 2016-2017.

## Organigramma societario
Area direttiva
- Presidente: Andreas Bahlburg

Area tecnica
- Allenatore: Stefan Hübner
- Allenatore in seconda: Eugenio Dolfo, Söhnke Hinz, Bernd Schlesinger
- Assistente allenatore: Eugenio Dolfo, Malte Stolley

Area sanitaria
- Medico: Thomas Buller, Rolf Bünte, Andreas Luedtke
- Fisioterapista: Hans Groth, Thomas Kuke, Ulf Nitschke, Nina Weber

## Rosa
| N° | Nome             | Ruolo | Data di nascita  | Nazionalità sportiva |
| -- | ---------------- | ----- | ---------------- | -------------------- |
| 1  | Michael Brinkley | L     | 15 ottobre 1992  | Stati Uniti          |
| 2  | Immo Brüggemann  | L     | 17 gennaio 1991  | Germania             |
| 3  | Scott Kevorken   | C     | 16 febbraio 1991 | Stati Uniti          |
| 5  | Cody Kessel      | S     | 3 dicembre 1991  | Stati Uniti          |
| 7  | Jannik Pörner    | S/O   | 13 luglio 1994   | Germania             |
| 8  | Adam Kocian      | P     | 1º aprile 1995   | Germania             |
| 9  | Eric Fitterer    | S     | 26 aprile 1993   | Stati Uniti          |
| 10 | Matthias Pompe   | S     | 15 febbraio 1984 | Germania             |
| 12 | Florian Krage    | C     | 11 gennaio 1997  | Germania             |
| 13 | Lukas Radzuweit  | S     | 31 gennaio 1997  | Germania             |
| 14 | Michel Schlien   | C     | 5 marzo 1992     | Germania             |
| 15 | Mads Møllgaard   | S     | 7 maggio 1995    | Danimarca            |
| 16 | Carlos Mora      | P     | 19 marzo 1990    | Spagna               |
| 18 | Patrick Kruse    | C     | 6 settembre 1998 | Germania             |